# Modello Biba
Il modello di integrità Biba venne sviluppato nel 1977 da K.J. Biba del M.I.T., per aggirare le debolezze del modello di protezione per sistemi operativi di computer denominato modello di riservatezza di Bell-LaPadula, il quale non prevedeva la possibilità di eliminazione implicita degli oggetti di sicurezza scritti da loro.
Il modello di Biba comprendeva tre politiche, di cui una era il duale matematico del modello Bell-LaPadula, ed il sistema consiste in una serie di soggetti, oggetti e livelli di integrità. In generale, preservare l'integrità aveva tre obbiettivi:
- Prevenire la modifica dei dati da oggetti non autorizzati;
- Prevenire modifiche non autorizzate ai dati da oggetti autorizzati;
- Mantenere la consistenza interna ed esterna (es.: dati che rispecchino il mondo reale).

Il modello Biba implementa le protezioni definendo una serie ordinata di livelli di integrità per i soggetti e gli oggetti, rispettando la regola del: leggere sopra e scrivere sotto:
- Questo significa che un soggetto che si trova al livello di integrità X può leggere solo oggetti allo stesso livello o superiore (assioma di integrità semplice);
- Similarmente, un soggetto al livello di integrità X può scrivere solo oggetti allo stesso livello o di livello più basso (assioma di integrità "*");
- Un soggetto al livello di integrità X può chiamare solo un altro soggetto che si trovi allo stesso livello di integrità o più basso.